# Vaux-en-Beaujolais
Pour les articles homonymes, voir Vaux.
Vaux-en-Beaujolais est une commune française, située dans le département du Rhône en région Auvergne-Rhône-Alpes.

## Géographie

### Climat
Pour des articles plus généraux, voir Climat d'Auvergne-Rhône-Alpes et Climat du Rhône.
En 2010, le climat de la commune est de type climat océanique dégradé des plaines du Centre et du Nord, selon une étude du Centre national de la recherche scientifique s'appuyant sur une série de données couvrant la période 1971-2000. En 2020, Météo-France publie une typologie des climats de la France métropolitaine dans laquelle la commune est exposée à un climat de montagne ou de marges de montagne et est dans la région climatique  Nord-est du Massif Central, caractérisée par une pluviométrie annuelle de 800 à 1 200 mm, bien répartie dans l’année. 
Pour la période 1971-2000, la température annuelle moyenne est de 10,5 °C, avec une amplitude thermique annuelle de 17,8 °C. Le cumul annuel moyen de précipitations est de 852 mm, avec 10,1 jours de précipitations en janvier et 7,1 jours en juillet. Pour la période 1991-2020, la température moyenne annuelle observée sur la station météorologique de Météo-France la plus proche, « Saint-Cyr-Chatoux », sur la commune de Saint-Cyr-le-Chatoux à 4 km à vol d'oiseau, est de 10,7 °C et le cumul annuel moyen de précipitations est de 959,9 mm,. Pour l'avenir, les paramètres climatiques de la commune estimés pour 2050 selon différents scénarios d'émission de gaz à effet de serre sont consultables sur un site dédié publié par Météo-France en novembre 2022.

## Urbanisme

### Typologie
Au 1er janvier 2024, Vaux-en-Beaujolais est catégorisée bourg rural, selon la nouvelle grille communale de densité à sept niveaux définie par l'Insee en 2022.
Elle appartient à l'unité urbaine de Saint-Étienne-des-Oullières, une agglomération intra-départementale regroupant sept  communes, dont elle est une commune de la banlieue,,. La commune est en outre hors attraction des villes,.

### Occupation des sols
L'occupation des sols de la commune, telle qu'elle ressort de la base de données européenne d’occupation biophysique des sols Corine Land Cover (CLC), est marquée par l'importance des territoires agricoles (52,5 % en 2018), une proportion sensiblement équivalente à celle de 1990 (53,3 %). La répartition détaillée en 2018 est la suivante : 
forêts (47,4 %), cultures permanentes (43,8 %), prairies (7,3 %), zones agricoles hétérogènes (1,4 %). L'évolution de l’occupation des sols de la commune et de ses infrastructures peut être observée sur les différentes représentations cartographiques du territoire : la carte de Cassini (XVIIIe siècle), la carte d'état-major (1820-1866) et les cartes ou photos aériennes de l'IGN pour la période actuelle (1950 à aujourd'hui).

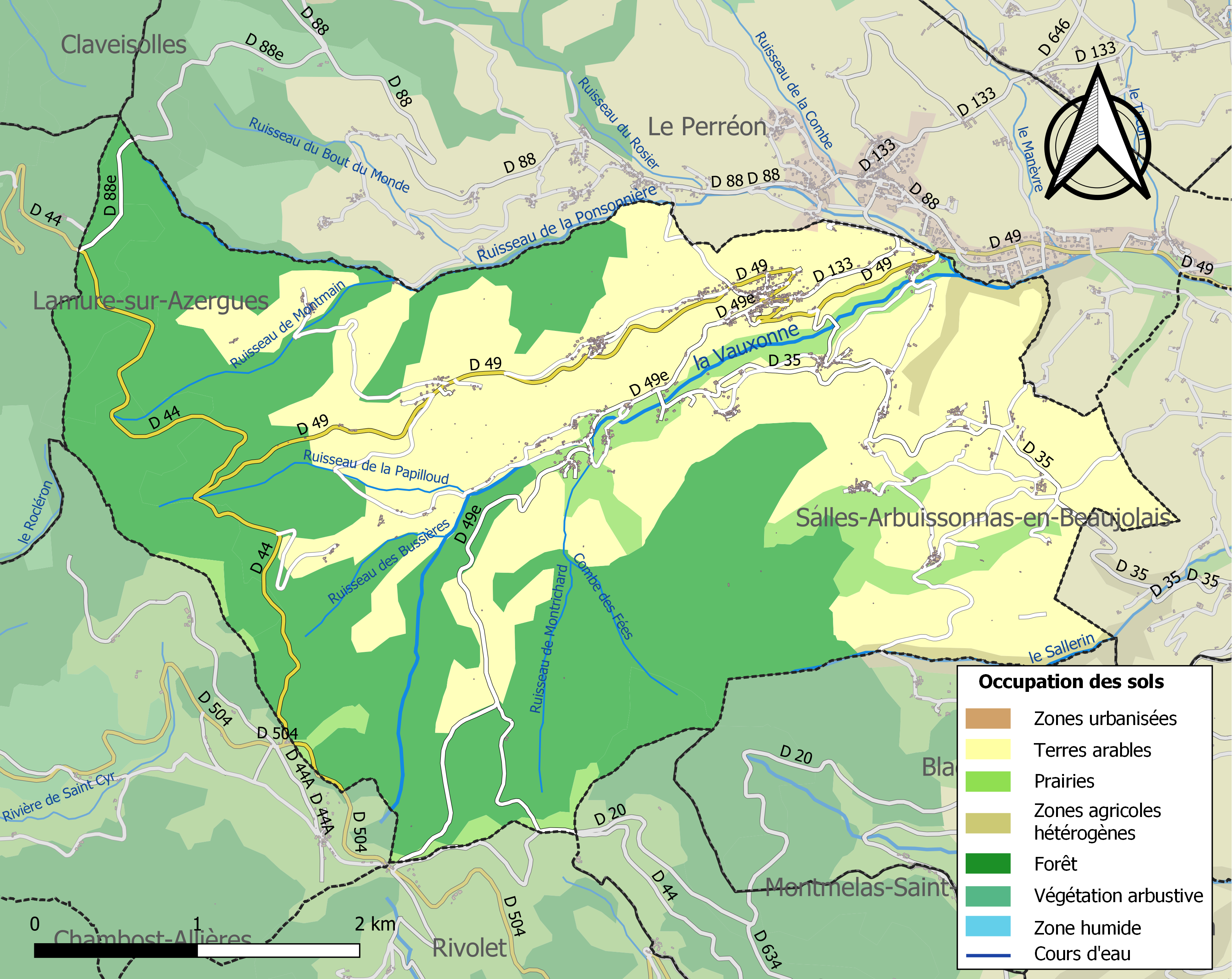
Carte des infrastructures et de l'occupation des sols de la commune en 2018 (CLC).

## Toponymie
De Vallibus est la forme la plus ancienne connue.
Ce village a inspiré celui de Clochemerle-en-Beaujolais inventé par Gabriel Chevallier, dans son roman satirique français publié en 1934.

## Histoire

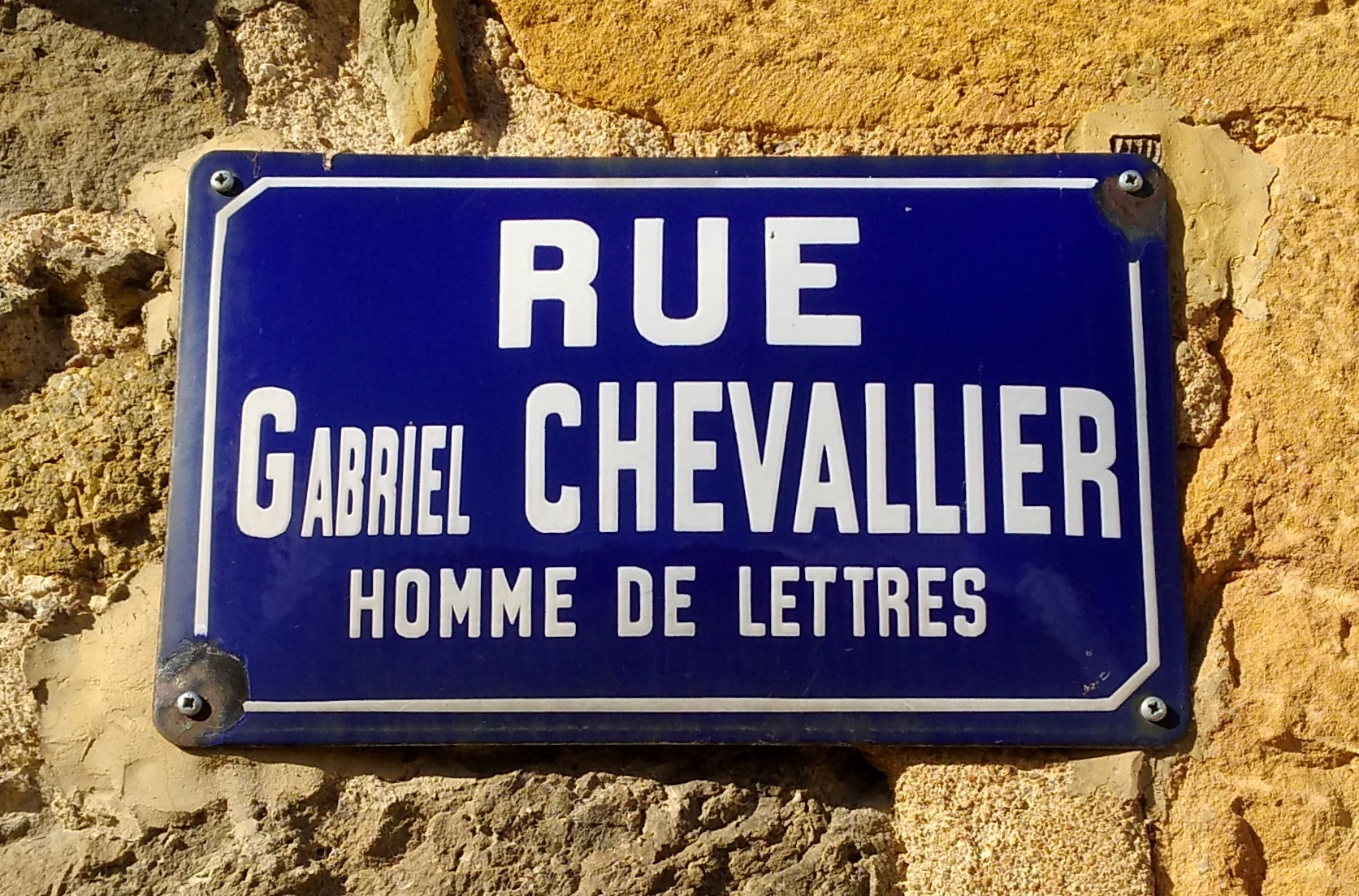
Plaque de la rue Gabriel Chevallier

Les 28 et 29 juillet 2007 eurent lieu à Vaux-en-Beaujolais (le nom officiel de Clochemerle) la 5e rencontre des communes aux noms burlesques et chantants de France.
|  | Clochemerle est dotée d'armoiries imaginaires qui se blasonnent ainsi : - D'argent à une vespasienne de sinople sommée d'une cloche de gueules, accostée de deux merles affrontés de sable becqué aussi de gueules, perchés sur les parois latérales de la vespasienne. |

Gabriel Chevallier, en personne, a inauguré en octobre 1956, la plaque attribuant son nom à l'ancienne grande rue.

## Politique et administration

### Administration municipale
| Période                                  | Période  | Identité            | Étiquette | Qualité |
| ---------------------------------------- | -------- | ------------------- | --------- | ------- |
| 1983                                     | 2014     | Raymond Philibert   | DVD       |         |
| 2014                                     | En cours | Jean-Charles Perrin |           |         |
| Les données manquantes sont à compléter. |          |                     |           |         |

### Intercommunalité
La commune fait partie de la communauté d'agglomération Villefranche-Beaujolais-Saône.

## Population et société

### Démographie
L'évolution du nombre d'habitants est connue à travers les recensements de la population effectués dans la commune depuis 1793. Pour les communes de moins de 10 000 habitants, une enquête de recensement portant sur toute la population est réalisée tous les cinq ans, les populations de référence des années intermédiaires étant quant à elles estimées par interpolation ou extrapolation. Pour la commune, le premier recensement exhaustif entrant dans le cadre du nouveau dispositif a été réalisé en 2006.

En 2022, la commune comptait 1 153 habitants, en évolution de +6,07 % par rapport à 2016 (Rhône : +3,93 %, France hors Mayotte : +2,11 %).
| 1793  | 1800  | 1806  | 1821  | 1831  | 1836  | 1841  | 1846  | 1851  |
| ----- | ----- | ----- | ----- | ----- | ----- | ----- | ----- | ----- |
| 1 868 | 1 893 | 1 860 | 1 964 | 2 020 | 2 035 | 2 038 | 2 073 | 2 280 |

| 1856  | 1861  | 1866  | 1872  | 1876  | 1881  | 1886  | 1891  | 1896  |
| ----- | ----- | ----- | ----- | ----- | ----- | ----- | ----- | ----- |
| 2 280 | 2 274 | 2 395 | 2 425 | 2 499 | 2 654 | 2 650 | 1 198 | 1 158 |

| 1901  | 1906  | 1911 | 1921 | 1926 | 1931 | 1936 | 1946 | 1954 |
| ----- | ----- | ---- | ---- | ---- | ---- | ---- | ---- | ---- |
| 1 108 | 1 100 | 998  | 814  | 745  | 734  | 732  | 613  | 570  |

| 1962 | 1968 | 1975 | 1982 | 1990 | 1999 | 2006 | 2011  | 2016  |
| ---- | ---- | ---- | ---- | ---- | ---- | ---- | ----- | ----- |
| 578  | 606  | 595  | 620  | 669  | 766  | 946  | 1 063 | 1 087 |

| 2021  | 2022  | - | - | - | - | - | - | - |
| ----- | ----- | - | - | - | - | - | - | - |
| 1 131 | 1 153 | - | - | - | - | - | - | - |

La chute de la population entre les recensements de 1886 et 1891 est due à la création de la commune de Le Perréon en 1890.

## Culture et patrimoine

### Lieux et monuments
- Église Saint-Martin
- Col de la Croix Montmain en limite ouest du territoire communal, emprunté par le sentier de grande randonnée 76 et par la 8e étape du Tour de France 2019.

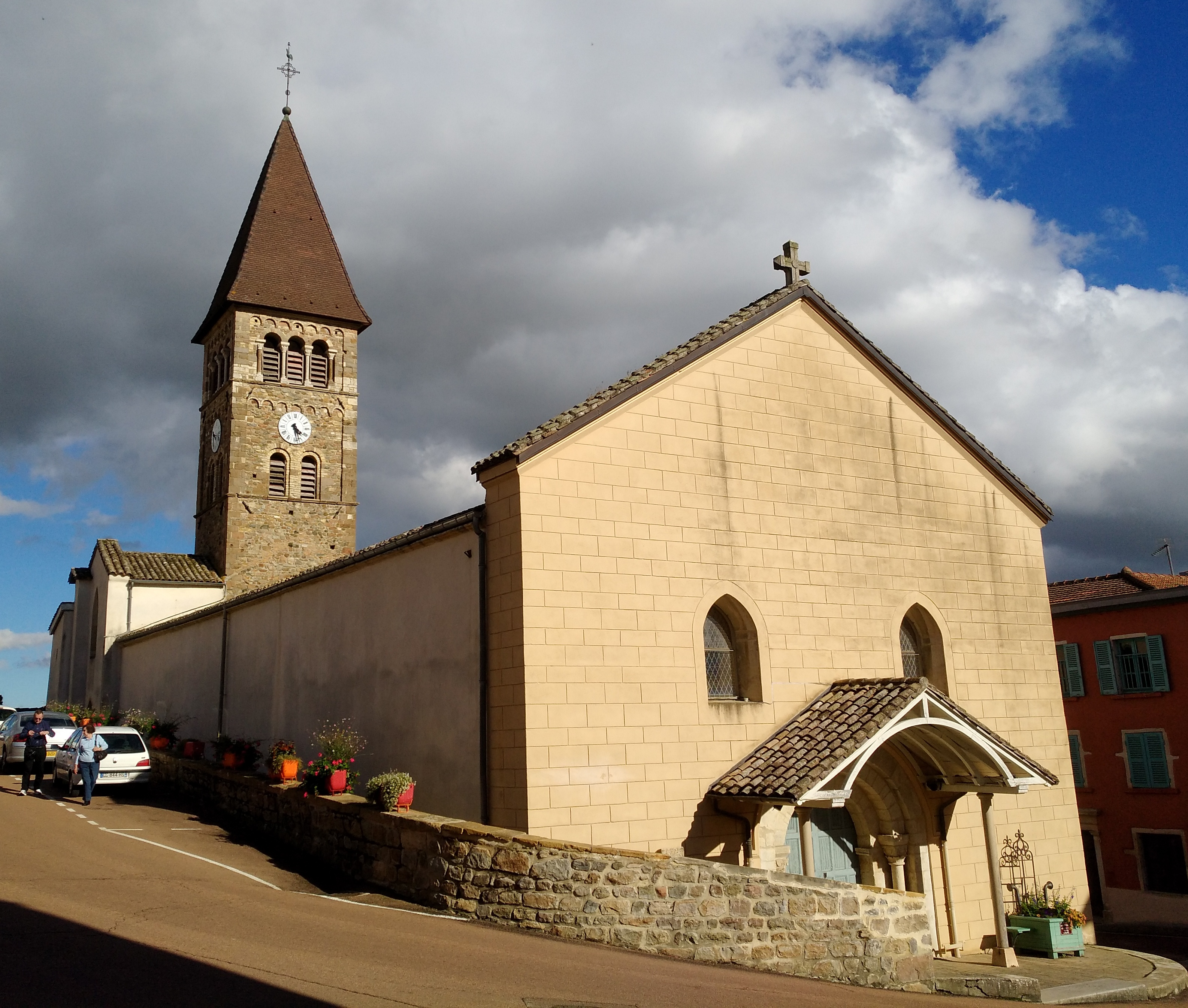
L’église Saint-Martin.
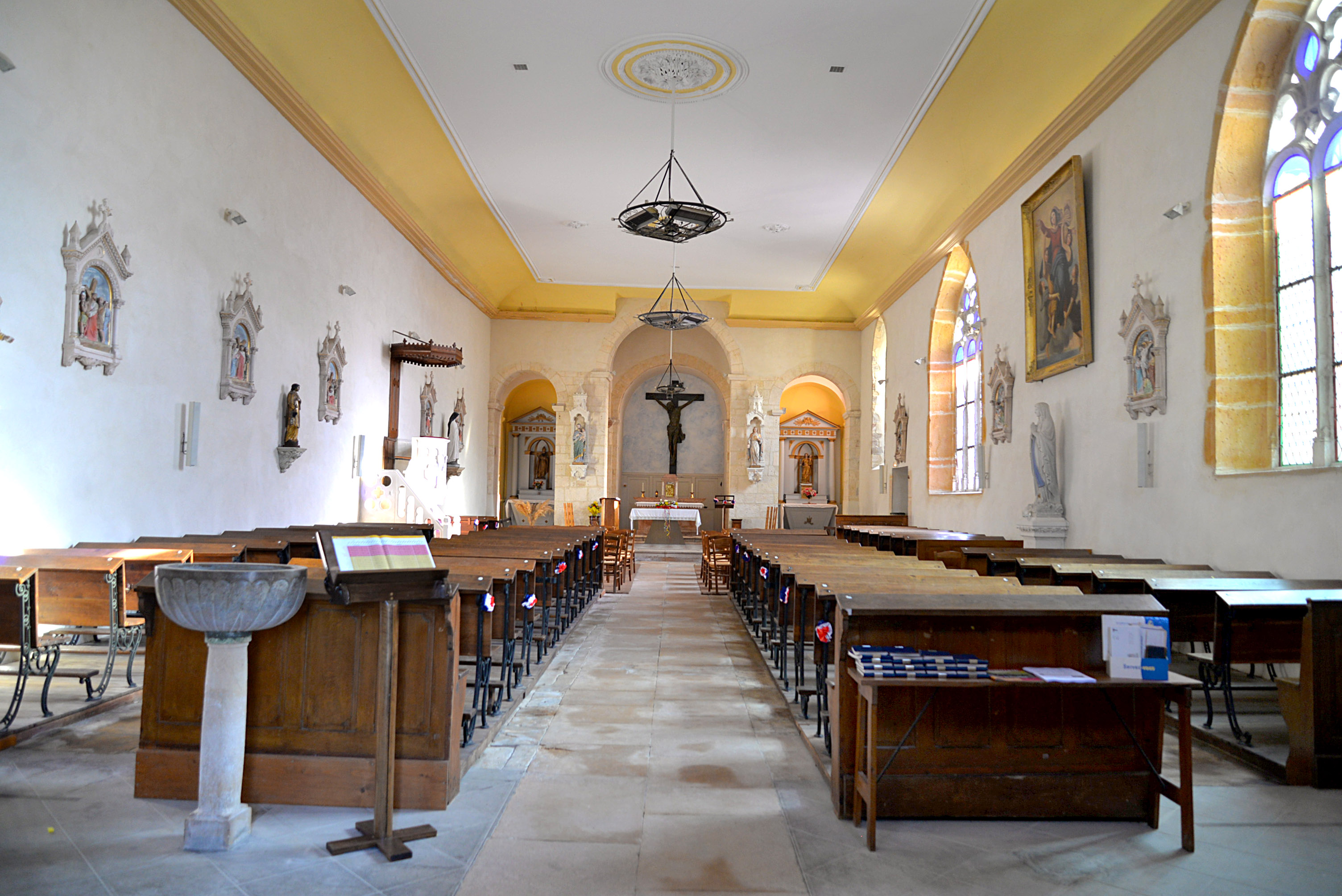
La nef de l’église Saint-Martin.
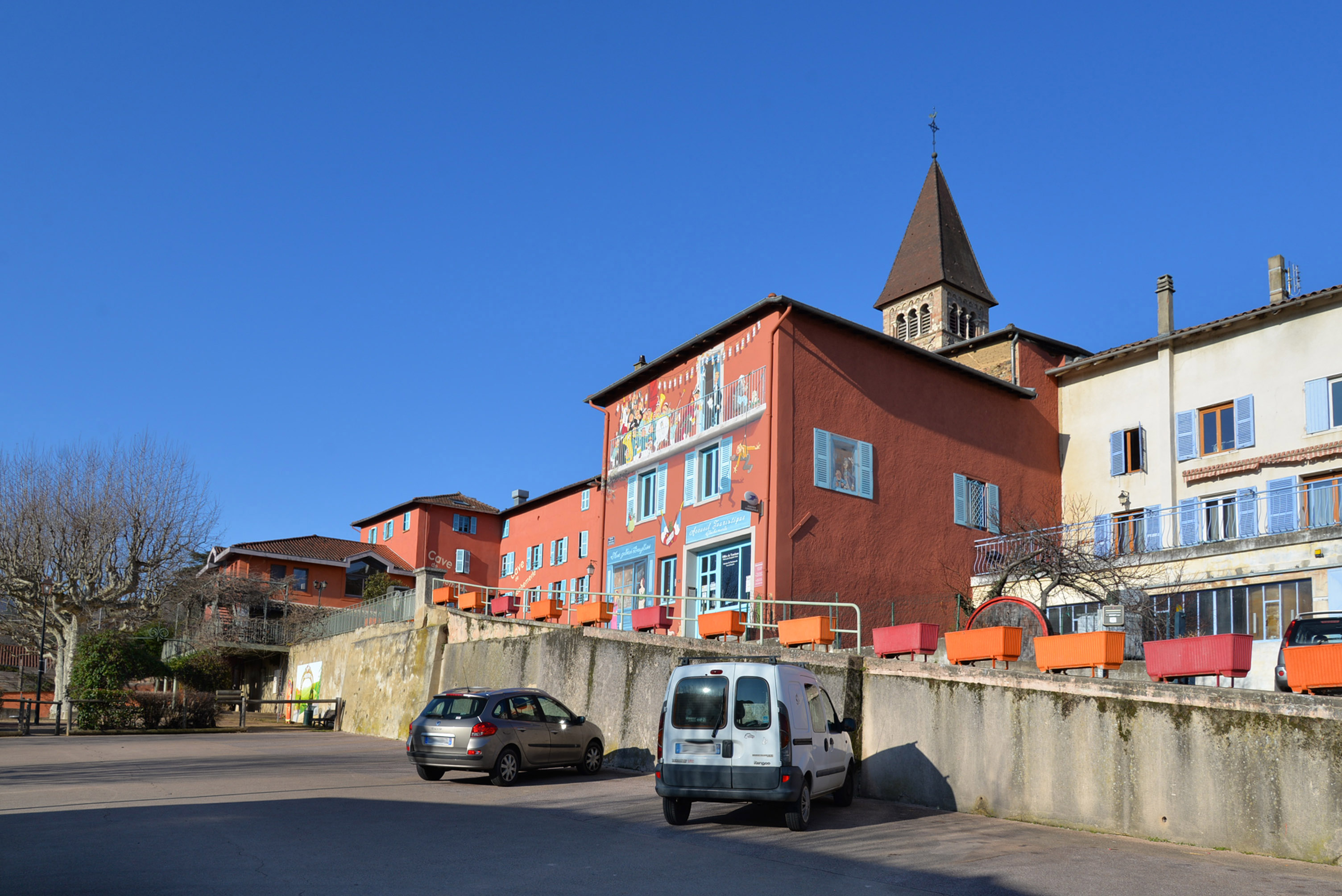
L’accueil touristique Clochemerle.
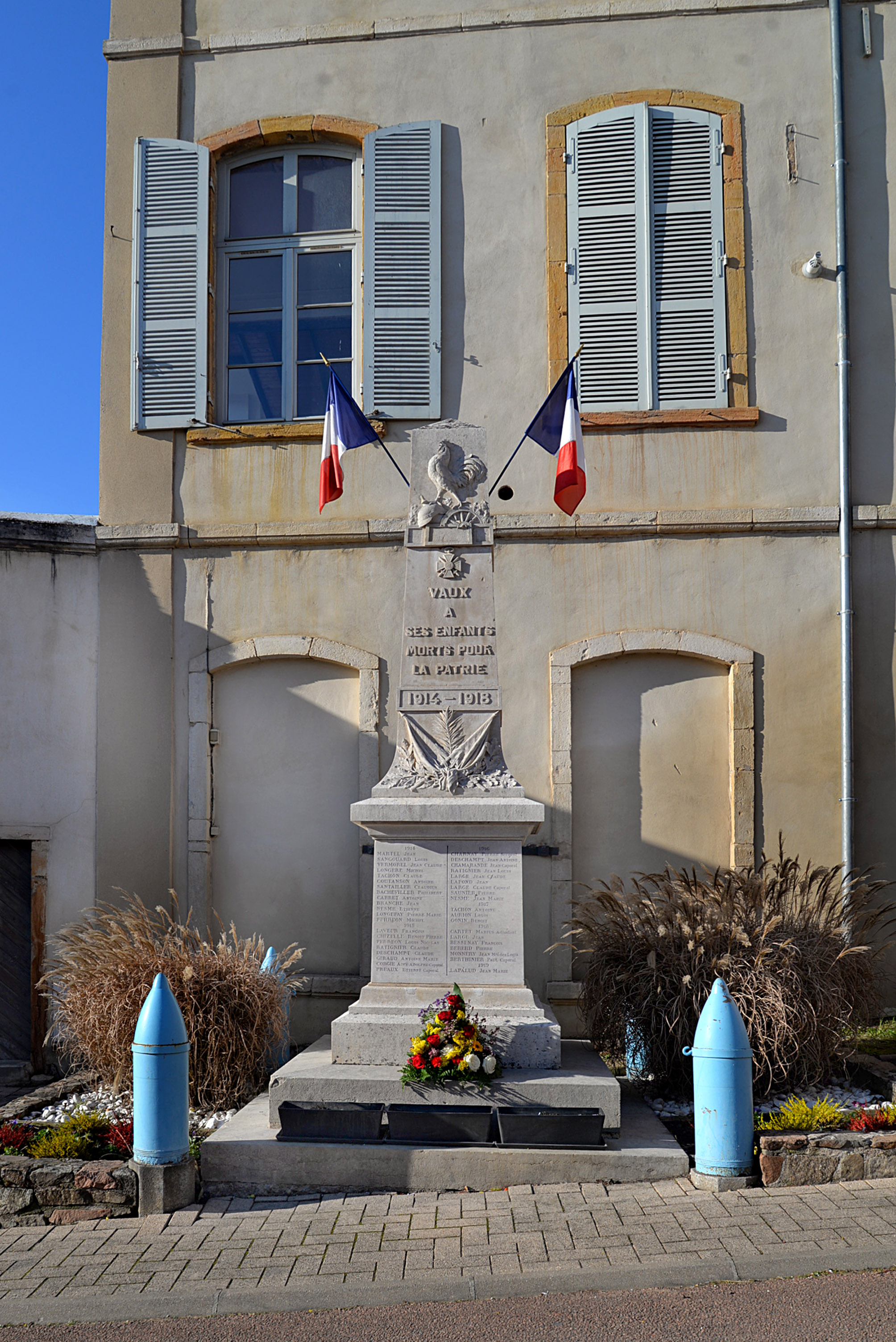
Le monument aux morts.

### Personnalités liées à la commune
- Gabriel Chevallier (1895-1969), écrivain qui s'est inspiré du village pour son roman Clochemerle.
- Bernard Pivot, dont le nom a été donné à l'école du village.